# Potok-Stany Kolonia
Potok-Stany Kolonia – wieś w Polsce położona w województwie lubelskim, w powiecie janowskim, w gminie Potok Wielki.
| SIMC    | Nazwa                        | Rodzaj    |
| ------- | ---------------------------- | --------- |
| 0803986 | Potok-Stany Kolonia Druga    | część wsi |
| 0803992 | Potok-Stany Kolonia Pierwsza | część wsi |

Wyróżnia się dwie części wsi Potok-Stany Kolonia Pierwsza i Potok-Stany Kolonia Druga.
Według Narodowego Spisu Powszechnego (03.2011 r.) wieś liczyła 194 mieszkańców.
Miejscowa ludność wyznania katolickiego przynależy do Parafii Wniebowzięcia Najświętszej Maryi Panny w Potoku-Stanach.

## Historia
W 1869 roku dobra Potok Stany Duże, należące do Pruszyńskich, zostały sprzedane nowym właścicielom, którzy w 1872 roku rozparcelowali je między osadników przybyłych z Galicji. W następnym roku rozparcelowano dobra Potok Stany Małe (Stańki) w wyniku czego powstało kilka kolonii. Pozostałe dobra folwarczne sprzedano osadnikom przed końcem wieku. Na początku XX wieku funkcjonował w Kolonii browar i młyn.
Według pierwszego powszechnego spisu Ludności z 1921 roku obie kolonie liczyły 122 domy i 761 mieszkańców (w tym 47 Żydów). W czasie II wojny światowej wieś była miejscem działania partyzantki lewicowej. W latach 1975–1998 miejscowość administracyjnie należała do województwa tarnobrzeskiego.